# Verdoonermonument
Het Verdoonermonument is een monument in Amsterdam-Oost.

## Geschiedenis
De familie Verdooner baatte voor en in de Tweede Wereldoorlog een aantal Joodse pensions uit. Eén daarvan was gevestigd aan de Weesperzijde 141. Dit pension werd bestierd door Salomon Tobias Verdooner (S.T. Verdooner), die zich hier in 1936 vestigde vanuit zijn pension aan de Bredeweg in de Watergraafsmeer. Het gebouw waarin het pension gevestigd was, was als zodanig niet direct herkenbaar; ze maakt onderdeel uit van een viertal gelijksoortige gebouwen tussen de Jan Bernardusstraat en de Schollenburgstraat. Het was in andere zin een opvallende plek, want er kon reclame voor gemaakt worden met het uitzicht op de Berlagebrug, althans buiten de deur of op het tegenoverliggende grasveld, waar ooit de tram reed (het gebouw heeft een teruggetrokken rooilijn).
Wanneer de bezetter vanaf 1940 hun grip op de Joodse bevolking verstevigt, moeten ook de Joodse pensions eraan geloven. De bezetter pakten eerst een verpleegden en gasten op, rond februari 1943 werd de laatste pensioengast opgepakt, ook al waren sommigen op de vlucht. Allen werden gedeporteerd en omgebracht in de kampen. Ook de eigenaar en familie werden aldaar vermoord. Vanuit de families weet slechts een beperkt aantal de oorlog te overleven.

## Omschrijving

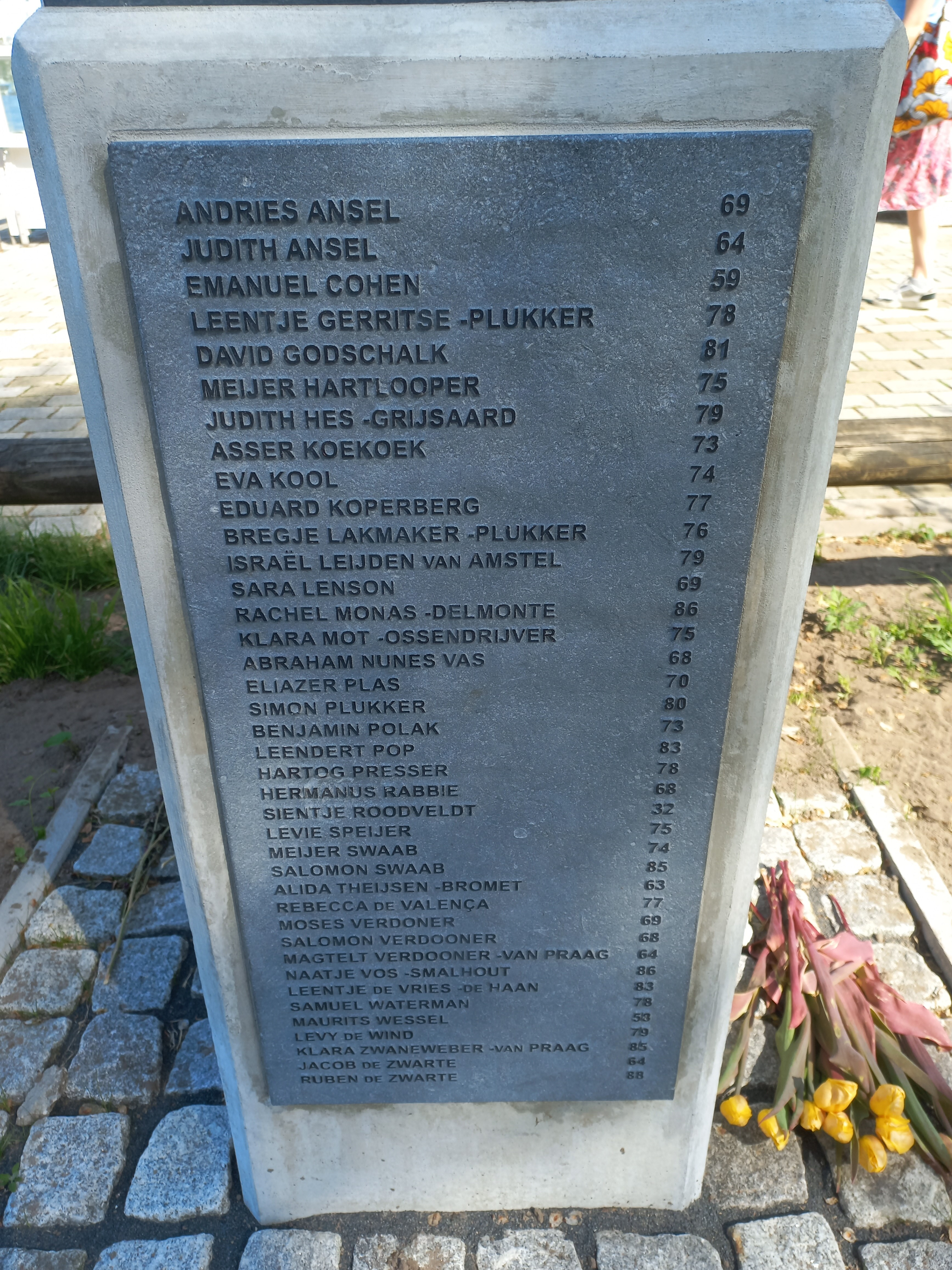
Plaquette met namen (mei 2024)

In de eerste kwart van de 21e eeuw wordt Weesperzijde 141 bewoond door het echtpaar Louise van Teylingen en Henk Schiffmacher. Zij ontdekken, mede door een artikel in Het Parool het eerdere gebruik van het pand. Zij plaatsten in 2024 het monument naar ontwerp van Louise een sokkel, beeld en twee plaquettes schuin tegenover het pand in de groenstrook. Het beeld is een standbeeld van Leendert Pop (1859-1943), één van de pensiongasten. Er werd voor Leendert Pop gekozen omdat alleen van hem nog een foto voorhanden was. De kunstenaar was er een jaar mee bezig. De ene plaquette vermeldt de beknopte geschiedenis; de andere de 39 namen van de alhier verblijvende personen die zijn omgebracht in de kampen. Al snel na de onthulling werden (naar Joods gebruik) de eerste steentjes neergelegd. Het beeld vervangt de 39 Stolpersteine die anders voor deur geplaatst zouden worden.
Het beeld werd op 28 maart 2024 onthuld; aanwezig waren onder meer Jan-Bert Vroege (stadsdeelbestuurder), Rivka en Marcel Worms (muzikale omlijsting), en Joram Rookmaaker (rabbijn te Amsterdam). 